# Cinquanta ombres alliberades
Cinquanta ombres alliberades (títol original en anglès, Fifty Shades Freed) és una pel·lícula de drama romàntic eròtic estatunidenca del 2018 dirigida per James Foley i escrita per Niall Leonard, i basada en la novel·la homònima d'E. L. James del 2012. És la tercera i última entrega de la sèrie de pel·lícules Cinquanta ombres, després de Cinquanta ombres d'en Grey (2015) i Cinquanta ombres més fosques (2017). La pel·lícula és protagonitzada per Dakota Johnson i Jamie Dornan com a Anastasia Steele i Christian Grey, respectivament, i segueix la parella mentre es casen, i ha de tractar amb l'antic cap d'Ana (Eric Johnson), que comença a perseguir-los. S'ha doblat al català per TV3.
El rodatge principal de Cinquanta ombres alliberades va començar simultàniament amb Cinquanta ombres més fosques el febrer de 2016, a París i Vancouver. La pel·lícula es va estrenar als Estats Units el 9 de febrer de 2018, incloent-hi un llançament limitat a IMAX. Va ser un èxit de taquilla, amb una recaptació de més de 370 milions de dòlars a tot el món per un pressupost de producció de 55 milions de dòlars. És la pel·lícula amb menys recaptació de la trilogia. Com les seves dues predecessores, Cinquanta ombres alliberades va rebre crítiques negatives, amb comentaris pel seu guió i interpretació.

## Repartiment
- Dakota Johnson com a Anastasia "Ana" Grey
- Jamie Dornan com a Christian Grey
- Eric Johnson com a Jack Hyde
- Eloise Mumford com a Katherine Kavanagh
- Rita Ora com a Mia Grey
- Luke Grimes com a Elliot Grey
- Victor Rasuk com a José Rodriguez
- Max Martini com Jason Taylor
- Jennifer Ehle com a Carla May Wilks
- Kim Basinger com a Elena Lincoln
- Marcia Gay Harden com a Grace Trevelyan Grey
- Bruce Altman com a Jerry Roach
- Arielle Kebbel com a Gia Matteo
- Callum Keith Rennie com a Ray
- Robinne Lee com a Ros Bailey
- Brant Daugherty com a Luke Sawyer
- Amy Price-Francis com a Liz Morgan
- Tyler Hoechlin com a Boyce Fox
- Ashleigh LaThrop com a Hannah
- Fay Masterson com a Gail Jones
- Hiro Kanagawa com el detectiu Clark